# Bengt Järlsjö
Bengt Järlsjö, född 5 januari 1966, är en svensk före detta friidrottare (mångkamp), tävlande för Hässelby SK.